# Фрутос, Хуан Мануэль
Хуан Мануэль Фрутос Эскурра (исп. Juan Manuel Frutos Escurra; 12 июня 1879 — 15 апреля 1960) — временный президент Парагвая.

## Биография
Хуан Мануэль Фрутос родился в 1879 году в семье Хосе Долореса Фрутоса и Хулианы Эскурры, сестре полковника Хуана Антонио Эскурры, экс-президента Республики.
В 1895 году Фрутос поступил в Национальный колледж столицы. 1 марта 1901 года он получил степень бакалавра в области наук и словесности, после чего поступил в Национальный университет Парагвая, на факультет права и социальных наук. Фрутос получил докторскую степень в 1912 году. Параллельно с учебой он работал бухгалтером секретаря Комиссии общественных работ, налоговым агентом и судьей.
Политикой Фрутос увлекся с ранних лет и принял участие в политических перипетиях своего времени. Параллельно он сделал юридическую карьеру, дослужившись до кресла Председателя Верховного суда. Он сотрудничал с несколькими газетами и написал ряд статей политического характера. В качестве журналиста Фрутос работал в подпольных газетах «General Caballero», «El Sufragio», «El Colegiado», что привело его к изгнанию и нескольким арестам.
В 1948 году, после отставки президента Ихинио Мориниго и его неудачной попытки государственного переворота, Фрутос по решению Конгресса занял пост Президента, на время подготовки выборов 15 августа 1948 года. Правление Фрутоса продолжалось два месяца и 12 дней.
За это время правительство Фрутоса объявило 16 августа Днем ребенка, с подачи историка и профессора Андреса Агирре. 13 августа 1948 года было создано Министерство юстиции и труда. Фрутос национализировал электростанции и трамваи и вручил Национальный орден за заслуги известному философу Энрике Молине.
Фрутос умер в Асунсьоне 15 апреля 1960 года.
Хуан Мануэль Фрутос-младший — сын Хуана Мануэля Фрутоса — был крупным политиком партии Колорадо, идеологом режима Альфредо Стресснера, организатором стронистской аграрной реформы. Фрутос-младший возглавлял парагвайское отделение Всемирной антикоммунистической лиги.